# 籠目 (イラストレーター)
籠目（かごめ）は、ケロQ、枕のイラストレーター・グラフィッカー・原画家。神奈川県横浜市出身。2月12日生まれ。また、『Traumatize』という同人サークルを主宰しており、コミックマーケットを中心に活動している。

## 主な仕事歴

### アダルトゲーム
- H2O -FOOTPRINTS IN THE SAND- - 原画、彩色
- √ after and another - 原画
- サクラノ詩 春ノ雪 - 原画
- 素晴らしき日々 〜不連続存在〜 - 原画
- 向日葵の教会と長い夏休み - サブ原画
- サクラノ詩 -櫻の森の上を舞う- - 原画
- 素晴らしき日々 〜不連続存在〜 フルボイスHD版 - 原画
- ガールズ・ブック・メイカー -グリムと三人のお姫さま- 1 - 原画
- ガールズ・ブック・メイカー -グリムと三人のお姫さま- 2 - 原画
- ガールズ・ブック・メイカー -グリムと三人のお姫さま- 3 - 原画
- FLIP＊FLOP 〜INNOCENCE OVERCLOCK〜 - サブ原画
- サクラノ刻 -櫻の森の下を歩む- - 原画
- FLIP＊FLOP 〜RAMBLING OVERRUN〜 - サブ原画
- 野々村病院の人々リメイク - 原画

### コンシューマーゲーム
- H2O+ - 原画

### イラスト・挿絵
- 子ひつじは迷わない（玩具堂著／角川スニーカー文庫）
- コンプリート・ノービス（田尾典丈箸／富士見ファンタジア文庫）
- 銃皇無尽のファフニール（アニメ第4話後提供イラスト）